# Сауран (село)
Сауран (каз. Сауран) — село в Сауранском районе Туркестанской области Казахстана. Административный центр сельного округа Жибек. Код КАТО: 512634100. Село расположено в 14 км к юго-востоку от средневекового городища Сауран.

## Население
В 1999 году население села составляло 1373 человека (723 мужчины и 650 женщин). По данным переписи 2009 года, в селе проживало 1526 человек (767 мужчин и 759 женщин).

## Известные жители и уроженцы
- Дуйсембаев, Оразимбет (1894 — ?) — Герой Социалистического Труда.
- Конусов, Бейсембай (1901 — ?) — Герой Социалистического Труда.